# Weiher (Uttenreuth)

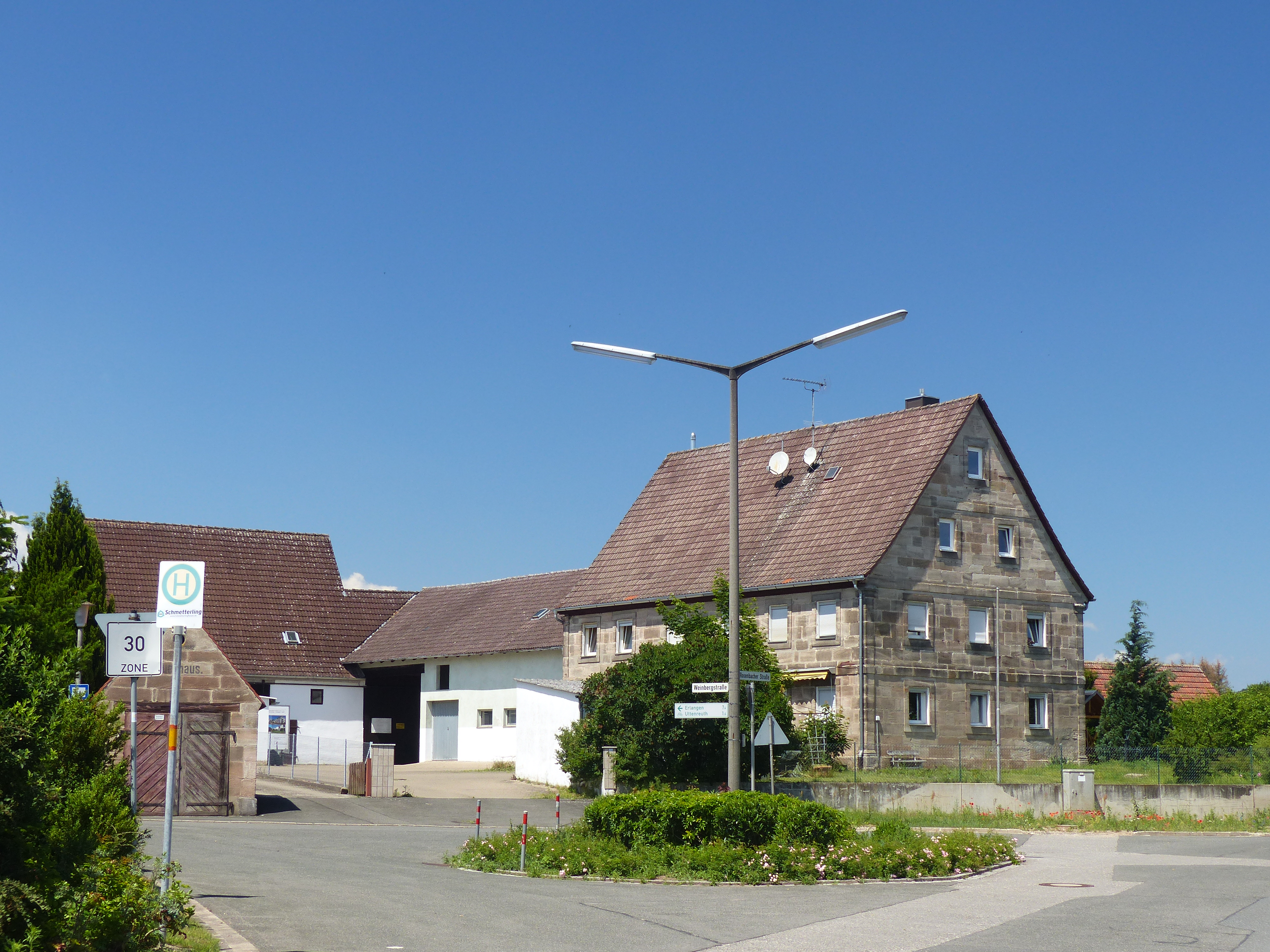
Ortsmitte

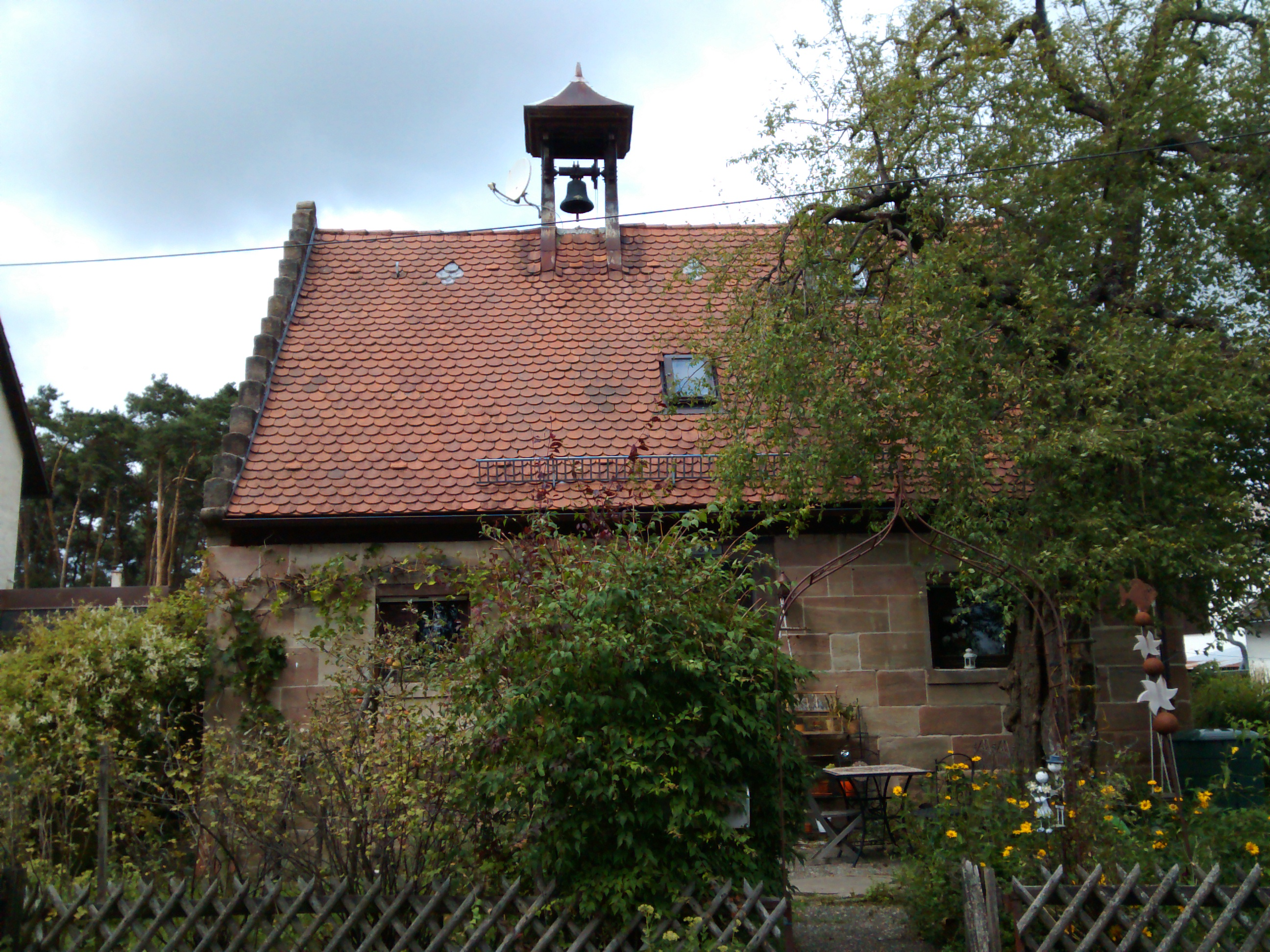
Ehemaliges Gemeindehaus

Weiher ([ˈvaɪ̯ɐ] , fränkisch: Waja) ist ein Gemeindeteil der Gemeinde Uttenreuth im Landkreis Erlangen-Höchstadt (Mittelfranken, Bayern). Die Gemarkung Weiher hat eine Fläche von 1,676 km². Sie ist in 732 Flurstücke aufgeteilt, die eine durchschnittliche Flurstücksfläche von 2289,91 m² haben. In ihr liegen neben dem namensgebenden Ort die Gemeindeteile Habernhofermühle und Langenbruckermühle.

## Lage
Das Dorf Weiher gliedert sich in den Altort am Westrand und ausgedehnte Neubausiedlungen im Osten und Süden, die ab der zweiten Hälfte des 20. Jahrhunderts entstanden sind. Unmittelbar südlich fließt die Schwabach. Durch den Ort fließt der Weihergraben, der etwas weiter südwestlich in die Schwabach als rechter Zufluss mündet. Jenseits der Schwabach befindet sich die Flur Stöckach, an die im Süden das Waldgebiet Frauenholz stößt. Ansonsten ist der Ort von Acker- und Grünland umgeben. Im Nordosten heißt die Flur Weiherer Berg. Die Staatsstraße 2240 verläuft nach Uttenreuth (1,5 km westlich) bzw. nach Dormitz (1,5 km östlich). Von der St 2240 in Richtung Dormitz zweigt die Staatsstraße 2243 nach Kalchreuth ab (5 km südlich). Eine Gemeindeverbindungsstraße führt nach Rosenbach (1,5 km nördlich).

## Geschichte
Weiher wurde wahrscheinlich vor 1100 gegründet. Erstmals urkundlich erwähnt wurde der Ort jedoch erst 1439 als „Zu dem Weyer“. Namensgebend war der zum Amt Marloffstein gehörende Weiher von fünf Morgen Fläche (1516 ausdrücklich erwähnt), der spätestens im 19. Jahrhundert trockengelegt wurde. Ursprüngliche Lehnsherren waren die Herren von Gründlach und in deren Nachfolge wurde es an die Herren von Brauneck vererbt. Schließlich gelangte es an die Burggrafschaft Nürnberg. Ursprünglich lag der Ort im Fraischbezirk des bambergischen Centamtes Neunkirchen. Nach vertraglicher Vereinbarung im Jahr 1524 gelangte er an das brandenburg-kulmbachische Oberamt Baiersdorf. Die Dorf- und Gemeindeherrschaft wurde vom Kloster Frauenaurach ausgeübt, das in der zweiten Hälfte des 16. Jahrhunderts an Brandenburg-Kulmbach fiel und in das Klosteramt Frauenaurach umgewandelt wurde. Über einen Hof war die Reichsstadt Nürnberg von Anbeginn Grundherr, seit 1588 waren es die Nürnberger Patrizier Haller. Die restlichen Anwesen hatten das Kloster Frauenaurach als Grundherrn. Die Abgaben wurden für eine Engelsmesse verwendet. 1653 wurde dessen Besitz mit 1 Gut und 5 Höfen angegeben, 1669 mit 1 Hof und 5 Söldengütern, 1690 mit 1 Höflein, 2 Halbhöfe und 2 Gütlein. Außerdem stand dem Kloster das Waldrecht im Sebaldi zu. 1778 gab es im Ort 11 Anwesen: 9 Anwesen unterstanden dem Klosteramt Frauenaurach (1 Hof mit 2 Besitzern, 1 Hof, 4 Halbhöfe, 1 Gut, 1 Gütlein), 2 Anwesen den Haller von Hallerstein (2 Halbhöfe).
Von 1797 bis 1810 unterstand der Ort dem Justiz- und Kammeramt Erlangen. Im Rahmen des Gemeindeedikts (frühes 19. Jahrhundert) wurde Weiher dem Steuerdistrikt Uttenreuth und der Ruralgemeinde Rosenbach zugeordnet. 1818 entstand die Ruralgemeinde Weiher, zu der Habernhofermühle und Langenbruckermühle gehörten. Sie war in Verwaltung und Gerichtsbarkeit dem Landgericht Erlangen zugeordnet und in der Finanzverwaltung dem Rentamt Erlangen (1919 in Finanzamt Erlangen umbenannt). Ab 1862 gehörte Weiher zum Bezirksamt Erlangen (1939 in Landkreis Erlangen umbenannt). Die Gerichtsbarkeit blieb beim Landgericht Erlangen (1879 in das Amtsgericht Erlangen umgewandelt). Die Gemeinde hatte eine Gebietsfläche von 1,677 km².
Am 1. Mai 1978 wurde die Gemeinde Weiher im Zuge der Gebietsreform in die Gemeinde Uttenreuth eingegliedert.

### Baudenkmäler
- Haus Nr. 7: zweigeschossiger Quaderbau, Wohnstallhaus, 1866; flache Eckpilaster, Gurtgesims und Fensterrahmung; Giebel bezeichnet „T. D.“ (= Thomas Dorn) „1866“[14]
- Haus Nr. 8 (= Weinbergstraße 3): ehemaliges Gemeindehaus
- Haus Nr. 12: erdgeschossiges Wohnstallhaus, Quader; um 1800; dorische Eckpilaster.[14]

### Einwohnerentwicklung
Gemeinde Weiher
| Jahr      | 1818   | 1840   | 1852   | 1855   | 1861   | 1867   | 1871   | 1875   | 1880   | 1885   | 1890   | 1895   | 1900   | 1905   | 1910   | 1919   | 1925   | 1933   | 1939   | 1946   | 1950   | 1952   | 1961   | 1970   |
| Einwohner | 113    | 135    | 148    | 143    | 129    | 145    | 140    | 129    | 139    | 150    | 135    | 126    | 117    | 118    | 128    | 138    | 154    | 141    | 128    | 242    | 241    | 241    | 299    | 407    |
| Häuser    | 16     | 16     |        |        |        |        | 23     |        |        | 21     | 23     |        | 22     |        |        |        | 25     |        |        |        | 29     |        | 49     |        |
| Quelle    | [ 10 ] | [ 16 ] | [ 17 ] | [ 17 ] | [ 18 ] | [ 19 ] | [ 20 ] | [ 21 ] | [ 22 ] | [ 23 ] | [ 24 ] | [ 17 ] | [ 25 ] | [ 17 ] | [ 26 ] | [ 17 ] | [ 27 ] | [ 17 ] | [ 17 ] | [ 17 ] | [ 28 ] | [ 17 ] | [ 12 ] | [ 29 ] |

Ort Weiher
| Jahr      | 001818 | 001840 | 001861 | 001871 | 001885 | 001900 | 001925 | 001950 | 001961 | 001970 | 001987 | 002023 |
| Einwohner | 97     | 117    | 104    | 121    | 132    | 102    | 134    | 212    | 276    | 394    | 865    | 851 *  |
| Häuser    | 12     | 14     |        |        | 19     | 20     | 24     | 26     | 46     |        | 235    |        |
| Quelle    | [ 10 ] | [ 16 ] | [ 18 ] | [ 20 ] | [ 23 ] | [ 25 ] | [ 27 ] | [ 28 ] | [ 12 ] | [ 29 ] | [ 30 ] | [ 1 ]  |

## Religion
Der Ort ist seit der Reformation evangelisch-lutherisch geprägt und nach St. Matthäus (Uttenreuth) gepfarrt. Die Katholiken sind nach Unsere Liebe Frau (Dormitz) gepfarrt.